# 古圓管蟲
古圓管蟲（學名：Eocyphinium）是生存於石炭紀的一屬三葉蟲，生活在淺海中。古圓管蟲為典型的晚期三葉蟲，頭甲凹入的部分被頭鞍占據，其中僅第一對頭鞍溝清晰可見。胸部有九節凹狀體節。尾甲巨大。

## 外部連結
- Eocyphinium in the Paleobiology Database